# Првенство Јужне Америке у фудбалу 1941.
Првенство Јужне Америке 1941.  је било шеснаесто издање овог такмичења, сада познатог по имену Копа Америка. Првенство се играло у Чилеу од 2. фебруара до 4. марта 1941. године. На првенству је учествовало пет екипа. Аргентине је шести пут у својој историји освојила првенство. Друго место припало је Уругвај, а треће место Чиле. Марвеци, члан националног тима Аргентине био је најбољи стрелац првенства са пет постигнутих голова.

## Учесници
На јужноамеричком првенству учествовало је пет тимова: домаћин Чиле, Аргентина, Перу, Еквадор и Уругвај. Боливија, Парагвај, Бразил и Колумбија су одустали од турнира. Бергеров систем је примењен, а првак је био тим који је прикупио највише бодова.
1.  Аргентина

2.  Еквадор

3.  Перу

4.  Чиле

5.  Уругвај

## Град домаћин
| Сантјаго                 |
| ------------------------ |
| Стадион Насионал де Чиле |
| Капацитет: 70.000        |
|                          |

## Табела
| Репрезентација | И | Д | Н | И | ДГ | ПГ | ГР  | Бод. |
| -------------- | - | - | - | - | -- | -- | --- | ---- |
| Аргентина      | 4 | 4 | 0 | 0 | 10 | 2  | +8  | 8    |
| Уругвај        | 4 | 3 | 0 | 1 | 10 | 1  | +9  | 6    |
| Чиле           | 4 | 2 | 0 | 2 | 6  | 3  | +3  | 4    |
| Перу           | 4 | 1 | 0 | 3 | 5  | 5  | 0   | 2    |
| Еквадор        | 4 | 0 | 0 | 4 | 1  | 21 | −20 | 0    |

## Утакмице
| Чиле                                                  | 5–0 | Еквадор |
| ----------------------------------------------------- | --- | ------- |
| Торо 10’ · Сорел 18’, 78’ · Перез 25’ · Контрерас 43’ |     |         |

| Уругвај                                                           | 6–0 | Еквадор |
| ----------------------------------------------------------------- | --- | ------- |
| Ривера 9’, 23’, 87’ · Гамбета 16’ · Порта 39’ · Лауридо 75’ (аг.) |     |         |

| Чиле      | 1–0 | Перу |
| --------- | --- | ---- |
| Перез 20’ |     |      |

| Аргентина      | 2–1 | Перу        |
| -------------- | --- | ----------- |
| Морено 2’, 72’ |     | Сокараз 53’ |

| Аргентина                                   | 6–1 | Еквадор    |
| ------------------------------------------- | --- | ---------- |
| Марвеци 3’, 17’, 28’, 39’, 59’ · Морено 30’ |     | Фреире 47’ |

| Уругвај                  | 2–0 | Чиле |
| ------------------------ | --- | ---- |
| Круче 35’ · Чиримини 78’ |     |      |

| Перу                                     | 4–0 | Еквадор |
| ---------------------------------------- | --- | ------- |
| Т. Фернандез 25’, 32’, 48’ · Ваљехас 36’ |     |         |

| Аргентина  | 1–0 | Уругвај |
| ---------- | --- | ------- |
| Састре 53’ |     |         |

| Уругвај                 | 2–0 | Перу |
| ----------------------- | --- | ---- |
| Рипхоф 37’ · Варела 70’ |     |      |

| Аргентина   | 1–0 | Чиле |
| ----------- | --- | ---- |
| Гарсија 71’ |     |      |

## Листа стрелаца
5 голова
- Марвеци

3 гола
| - Морено | - Фернандез | - Риверо |

2 гола
| - Перез | - Сорел |  |

1 гол
| - Гарсија - Састре - Контрерас - Торо - Фреире | - Сокараз - Ваљехас - Чиримини - Кручи - Гамбета | - Варела - Порта - Рипхоф |

Аутогол
- Лауридо (за Уругвај)